# Platygaster riparia
Platygaster riparia är en stekelart som beskrevs av Yamagishi 1980. Platygaster riparia ingår i släktet Platygaster och familjen gallmyggesteklar. Inga underarter finns listade i Catalogue of Life.